# Didier Lombard
Pour les articles homonymes, voir Lombard.
 (février 2024).
Didier Lombard, né le 27 février 1942 à Clermont-Ferrand, est un haut fonctionnaire et chef d'entreprise français.
Le 27 février 2005, quelques mois après la privatisation partielle de France Télécom, il en devient président-directeur général, avec le soutien de son ami Thierry Breton devenu ministre des Finances et qu'il avait lui-même aidé à obtenir la présidence de Bull puis de Thomson.
Didier Lombard impose alors au groupe France Télécom une profonde restructuration impliquant de nombreuses suppressions de poste (22 000). Pendant l'été 2009, il doit faire face une vague de suicides. En 2010, il laisse à Stéphane Richard la direction générale du groupe puis, le 24 janvier 2011, sa présidence.
Le 4 juillet 2012, il est mis en examen pour harcèlement moral, puis il est définitivement condamné le 30 septembre 2022. Il devient, en France, le premier président d'un groupe du CAC 40 qui doit répondre de sa politique de gestion des ressources humaines devant un tribunal. Sous sa direction et la mise en œuvre du plan de restructuration entre 2007 et 2009, 60 suicides de salariés ont été enregistrés.

## Biographie

### Formation et début de carrière
Diplômé de l'École polytechnique, en 1962 et de l'École nationale supérieure des télécommunications, il est également docteur en économie et ingénieur général des télécommunications,,.
Il commence sa carrière aux P.T.T. en 1967 au Centre national d'études des télécommunications, pour travailler sur les systèmes de télécommunications par satellite. En 1973, il est chef de groupe et à ce titre, il participe aux groupes de travail sur le système « Symphonie » du satellite européen, et sur le système AMRT dans le cadre du projet Intelsat.
En 1977, il participe à la campagne d'essais du « Concentrateur exploitant les temps d'inactivité des circuits » sur le câble sous-marin transatlantique TAT6.
Didier Lombard participe au développement des premiers satellites français de télécommunications Telecom 1 qui sont lancés à partir de 1984. Le grand prix d'électronique Général-Ferrié est décerné en 1984 aux équipes « Telecom 1 » du CNET animées par Didier Lombard, Pierre Ramat, Jean-Claude Bousquet et Jean-Pierre Guénin. Le prix est remis le 15 novembre 1984 à l'hôtel de ville de Paris par Frédéric d'Allest, directeur général du CNES.
De 1988 à 1990, il devient directeur scientifique et technique au ministère de la Recherche et de la Technologie, puis directeur général des Stratégies industrielles au ministère de l'Économie (1991-1998). En 1993 il devient administrateur de Bull, en 1997 administrateur de Thomson. En parallèle, il occupe les postes d'ambassadeur délégué aux investissements internationaux, de président de l'Agence française pour les investissements internationaux jusqu'en 2003, de secrétaire général du Conseil stratégique des technologies de l'information et de vice-président du Conseil général des technologies de l'information de 2001 à 2003.
En avril 2003 le président-directeur général de France Télécom, Thierry Breton, dont Didier Lombard est proche, le nomme directeur général adjoint chargé des technologies, partenariats stratégiques et nouveaux usages.

### Direction de France Télécom

#### Nomination au poste de président-directeur général de France Télécom
Le 27 février 2005, Didier Lombard succède à Thierry Breton à la tête de France Télécom lorsque ce dernier devient ministre de l'Économie, des Finances et de l'Industrie.

#### Gestion de la réorganisation de France Télécom
En tant que PDG de France Télécom, Didier Lombard poursuit et amplifie la politique de réorganisation du groupe initiée par Thierry Breton,. Le projet de réorganisation présenté et mis en œuvre par Didier Lombard prévoit la suppression de 22 000 postes et la mobilité de 10 000 travailleurs sur trois ans (2006-2008) (Voir Plan NExT).
Cette réorganisation se fait de manière unilatérale, sans concertation avec les syndicats : elle ne donne lieu ni à la conclusion et à la mise en œuvre d'un accord de gestion prévisionnelle des emplois et des compétences, ni à l'établissement d'un plan de sauvegarde de l'emploi. Didier Lombard a même dit « je ferai les départs d'une façon ou d'une autre, par la fenêtre ou par la porte. ».
Pour mener à bien son projet, la direction compte sur les départs « volontaires », souvent brutalement contraints,, et pousse les travailleurs à la mobilité en jouant sur la « frustration » des travailleurs salariés de droit privé et en exploitant les obligations statutaires des travailleurs fonctionnaires. Au terme de la mise en œuvre du projet de réorganisation, le groupe enregistre 22 450 départs définitifs et 14 000 mobilités.
Le philosophe Alain Deneault note que son projet de réorganisation consistait à contraindre les salariés à « atteindre des objectifs irréalistes, développer des méthodes de vente dégradantes, se donner des formations d'appoint, rivaliser pour se caser dans de nouveaux organigrammes, acquérir de nouvelles compétences sous peine d’être laissés sur le carreau... »
Didier Lombard est critiqué pour sa gestion durant la vague de suicides de salariés de France Télécom (plus de soixante entre 2006 et 2009), qu'il qualifie d'abord de « mode » le 15 septembre 2009, avant de s'excuser le lendemain. Il est contraint de débarquer son  numéro deux, le directeur des opérations France, Louis-Pierre Wenes. Il le remplace par Stéphane Richard, issu du cabinet de Christine Lagarde auquel il cède précocement les rênes opérationnelles du groupe le 1er mars 2010.
Renonçant à la présidence du groupe en février 2011, quelques mois avant le terme prévu, il est maintenu au sein du groupe France Télécom comme conseiller spécial, mais doit également renoncer à ses nouvelles fonctions face au début de polémique due au salaire qu'elles supposaient (500 000 euros bruts par an selon une estimation du syndicat CFE-CGC/Unsa), et quitter l'entreprise le 2 mars 2011.

#### Conséquences pénales de sa gestion de la réorganisation de France Télécom
Le 4 février 2010, l'inspection du travail remet au procureur de la République du parquet de Paris un rapport signalant les infractions pénales constatées chez France Télécom et Orange dans le cadre de la réorganisation du groupe. Deux délits pénaux sont ainsi dénoncés : le délit de mise en danger de la vie d'autrui et le délit de harcèlement moral. Le rapport vise directement et personnellement Didier Lombard. L'autrice du rapport indique ainsi que « les atteintes à la santé mentale [et] l’absence de prise en compte des risques psychosociaux liés aux réorganisations sont le résultat d’une politique mise en œuvre sur tout le territoire national au cours de la période 2006-2009. La responsabilité de cette politique et de ses effets n’incombe pas à chaque directeur d’unité France Télécom qui n’ont fait qu’appliquer des décisions et des méthodes prises au plus haut niveau du groupe. Elle incombe aux personnes physiques précitées [à savoir: Didier Lombard, Olivier Barberot, et Louis-Pierre Wenes] ».
Le 8 avril 2010, une information judiciaire est ouverte pour harcèlement moral. Les avocats des parties civiles regrettent que l'infraction de mise en danger de la vie d'autrui, pourtant constatée par l'inspection du travail, ne fasse pas également l'objet d'une information,.
Le 4 juillet 2012, Didier Lombard est mis en examen pour harcèlement moral. La justice lui reproche sa politique de gestion des ressources humaines qui aurait conduit à la vague de suicides chez les employés de France Télécom durant sa présidence. Olivier Barberot, le DRH du groupe, et Louis-Pierre Wenes, numéro deux du groupe, sont mis en examen les jours suivants sous le même chef d'inculpation. En décembre 2014, Nathalie Boulanger, l'ancienne directrice des actions territoriales, Jacques Moulin, l'ancien directeur territorial de l'Est de la France, ainsi que Guy-Patrick Chérouvrier, l'ancien DRH France, sont mis en examen pour « complicité de harcèlement moral ».
Le procès débute le 6 mai 2019 au tribunal correctionnel de Paris. Il est prévu pour durer jusqu'au 12 juillet 2019. Didier Lombard est jugé aux côtés de l'ex-numéro 2 de l'entreprise Louis-Pierre Wenes et de l'ex-directeur de ressources humaines Olivier Barberot. Orange (ex France-Télécom) est également au rang des accusés en tant que personne morale.
Didier Lombard témoigne le 7 mai et choque l'assistance par ses propos : la vague de suicide n'est pas une «crise sociale mais une difficulté». La faute en revient aux médias qui ont trop parlé des suicides produisant ainsi un effet d'entrainement, «l’effet Werther». Il ajoute : «Les journaux disaient que leur entreprise était lamentable, ça leur a cassé le moral»,.

#### Condamnations
Le vendredi 20 décembre 2019, dans son procès sur sa politique de gestion des ressources humaines d'Orange, Didier Lombard est condamné à un an de prison, dont huit mois avec sursis, et 15 000 euros d'amende. La société France-Télécom, devenue Orange SA, doit payer l'amende maximale de 75 000 euros (la société n'a pas fait appel de sa condamnation devenue définitive). Ce sont les peines maximales et elles sont conformes aux réquisitions. Didier Lombard a décidé d'interjeter appel.
À la suite de l'appel de Didier Lombard, sa condamnation est confirmée le 30 septembre 2022. La peine est en partie modifiée : sa peine d'emprisonnement d'un an, dont quatre mois ferme, est transformée en un an  avec sursis (pour tenir compte de son âge et de sa cessation d'activité professionnelle), la même amende de 15 000 euros.
Didier Lombard est condamné avec les deux autres principaux dirigeants et deux cadres de direction pour harcèlement moral institutionnel. Cette notion constitue un progrès du droit.
Après le jugement du tribunal correctionnel en 2019, la Cour d'appel de Paris (Pôle 2 - Ch. 13), dans son arrêt du 30 septembre 2022, décrit ce harcèlement moral qualifié d'institutionnel : 
- « Le harcèlement institutionnel a pour spécificité d’être en cascade, avec un effet de ruissellement, indépendamment de l’absence de lien hiérarchique entre le prévenu et la victime. »  
- « les dirigeants d’une grande entreprise peuvent se voir reprocher des faits de harcèlement moral résultant, non pas de leurs relations individuelles avec leurs salariés, mais de la politique d’entreprise qu’ils avaient conçue et mise en œuvre ».
Selon l'arrêt, dans cette affaire, les salariés ont été sacrifiés aux priorités financières et la crainte des dirigeants de ne pas réaliser leurs objectifs principalement financiers a pu les décider à instaurer la "politique industrielle de harcèlement moral" .
En janvier 2025, la condamnation est confirmée en dernier ressort par la Cour de cassation.

#### Retraite chapeau controversée
Resté à peine 24 heures au poste de conseiller du PDG, il a pu réactiver ses 300 000 stocks options à faire valoir jusqu'en 2017. Didier Lombard cumule une retraite de haut fonctionnaire au niveau le plus élevé de la fonction publique et sa retraite-chapeau évaluée à plus de 325 000 euros par an. En novembre 2014, le syndicat CFE-CGC porte plainte au pénal auprès du procureur de la République de Paris estimant « le caractère illégitime, voire illégal, de la retraite chapeau perçue par l’ex-PDG de France Télécom-Orange depuis 2011, pour un montant annuel de 346 715 euros en sus de nombreux autres émoluments ». Le syndicat indique notamment que le contrat de retraite supplémentaire a été conclu après le départ de Didier Lombard de l'entreprise France Télécom,.

### Fin de carrière
Il exerce entre 2011 et 2014 la présidence du conseil de surveillance de ST Microelectronics, groupe franco-italien de semi-conducteurs dont il est administrateur depuis 2004. En 2014, il en reste vice-président. Il siège également aux conseils d'administration de Thales, Technicolor (ex-Thomson) et Radiall.

### Distinctions
En avril 2007, il est promu, sur proposition du ministre Thierry Breton, commandeur de la Légion d'honneur.
En 2008, il reçoit le « prix de l'innovation dans le management de l'innovation », et le « grand prix manager BFM 2008 ».
En 2008, Didier Lombard publie un livre Village numérique mondial : la Deuxième Vie des réseaux aux éditions Odile Jacob et l'Académie des sciences morales et politiques lui décerne le prix Zerilli-Marimo.

## Citations
En 2006, Didier Lombard présente son plan de restructuration de France Télécom lors d'une réunion où sont présents 200 cadres de l'entreprise : « Il faut qu'on sorte de la position "mère poule". [...] En 2007, je ferai [les 22 000 départs] d'une façon ou d'une autre, par la fenêtre ou par la porte. »,,.
Le 15 septembre 2009, lors d'une conférence de presse, Didier Lombard s'engage à mettre un « point d'arrêt à cette mode du suicide qui, évidemment, choque tout le monde. »